# Rudolfiella
Rudolfiella é um género botânico pertencente à família das orquídeas (Orchidaceae). Foi proposto por Hoehne em Arquivos de Botânica do Estado de São Paulo , ser. 2, 2: 14, em 1944. A Rudolfiella aurantiaca (Lindl.) Hoehne é a espécie tipo deste gênero. Seu nome é uma homenagem a Friedrich Richard Rudolf Schlechter, que muito estudou Orchidacea.

## Distribuição
Rudolfiella agrupa seis espécies epífitas, ocasionalmente rupícolas, de crescimento cespitoso, distribuídas do Panamá ao norte do Brasil, onde há três espécies registradas.

## Descrição
Próximamente relacionada a Bifrenaria, as plantas medem cerca de trinta centímetros de altura e lembram muito as antigas Stenocoryne, com pequenos pseudobulbos unifoliados achatados e algo tetragonais, separados por curto rizoma. As folhas, com nervuras salientes pelo verso, são atenuadas para a base apresentando pseudopecíolo rígido.
A inflorescência é racemosa, longa, pendente, e brota da base dos pseudobulbos. Pode ter de uma até muitas flores, de tamanho médio ou pequenas, mas vistosas, em regra com sépalas e pétalas pintalgadas, e que possuem labelo com longo unguícolo, profundamente trilobado com um disco caloso ou verrucoso, mento regular, e lobos laterais eretos, coluna com pé proeminente, mas curta ou quase nula, e quatro polínias em dois pares.

## Cultivo
Apreciam temperatura morna ou quente, entretanto não são plantas muito exigentes, podendo ser cultivadas como Oncidium.